# Terrance B. Lettsome International Airport

i7
i11
i13
Der Terrance B. Lettsome International Airport (IATA-Code: EIS, ICAO-Code: TUPJ) ist der größte Flughafen auf den Britischen Jungferninseln, einem Britischen Überseegebiet in der Karibik. Er liegt auf der Insel Beef Island, einer Nachbarinsel von Tortola, der größten der Britischen Jungferninseln.

## Geschichte
Der Flughafen wurde als Beef Island Airport eröffnet und zu Ehren des ehemaligen Ministers der Britischen Jungferninseln Terrance B. Lettsome 2001 umbenannt. Im gleichen Jahr begannen bereits seit 1988 geplante Erweiterungsarbeiten, die 2004 mit Gesamtkosten in Höhe von 70,5 Millionen US-Dollar abgeschlossen wurden. Der Flugbetrieb musste für die Arbeiten nicht unterbrochen werden. Es wurden ein neuer Passagierterminal, der etwa die vierfache Größe des vorherigen Terminals hat, ein Luftfrachtterminal, ein neuer Tower, ein Gebäude für die Flughafenfeuerwehr, weitere Infrastruktur und eine neue Zufahrtsstraße gebaut. Außerdem wurden die Start- und Landebahn verlängert und neue Parkpositionen für Flugzeuge gebaut.
Ende 2016 wurde bekanntgegeben, dass die China Communications Construction Company den Auftrag für eine erneute Erweiterung erhalten hatte. Die Start- und Landebahn soll auf etwa 2160 Meter verlängert werden, so dass künftig auch Flugzeuge der Typen Airbus A320 und Boeing 737-800 landen und starten können.

## Lage
Die Flughafen liegt am westlichen Ende der Insel Beef Island. Diese ist durch eine schmale Meeresstraße von der Insel Tortola getrennt und mit dieser durch die 70 Meter lange Queen Elizabeth II Bridge verbunden. Die Hauptstadt der Britischen Jungferninseln, Road Town, liegt etwa neun Kilometer westlich des Flughafens auf Tortola.

## Einrichtungen
Der Flughafen verfügt über eine asphaltierte Start- und Landebahn von 1416 Metern Länge und 30 Metern Breite sowie ein Passagier- und ein Luftfrachterminal. Die Bahn beginnt und endet unmittelbar am Ufer. Alle Flüge vom und zum Terrance B. Lettsome International Airport werden nach Sichtflugregeln durchgeführt.

## Zwischenfälle
Von 1971 bis Dezember 2018 kam es am Flughafen Beef Island und in seiner näheren Umgebung zu drei Totalschäden von Flugzeugen. Bei keinem davon kamen Menschen ums Leben. Auszüge:
- Am 5. April 1971 setzte eine aus Puerto Rico kommende Douglas DC-3 der Vinair (Luftfahrzeugkennzeichen N57372) bei der Landung auf dem Flughafen Beef Island vor der Landebahn auf, wobei das Fahrgestell zusammenbrach. Das Flugzeug wurde irreparabel beschädigt; einer der drei Insassen erlitt schwere Verletzungen.[9][10]

- Am 6. Mai 1993 brachen die Piloten einer Short 330-200 der Atlantic Air BVI (VP-LVR) den Start ab, woraufhin die Maschine über das Ende der Startbahn hinaus ins Meer rollte. Das Flugzeug wurde irreparabel beschädigt, die 27 Passagiere und 3 Besatzungsmitglieder blieben unverletzt. Nachdem sämtliche Instrumente aus dem Flugzeug ausgebaut worden waren, wurde es in 12 Metern Tiefe in der Nähe von Great Dog Island als Tauchspot versenkt.[11]

## Fluggesellschaften
Winair, Cape Air, LIAT, Air Sunshine, VI Airlink, InterCaribbean Airways und Seaborne Airlines fliegen planmäßig die umliegenden Inseln Sint Maarten, Puerto Rico, Antigua, Saint Kitts, Virgin Gorda, Anegada, Saint Thomas und Nevis an.